# Return to Innocence
Return to Innocence je pesma grupe Enigma i prvi singl sa drugog albuma „The Cross of Changes“. Ova pesma je postala jedan od najvećih hitova benda, dostignuvši prvo mesto u više od 10 zemalja.

## Opis
Glavni vokal u pesmi je Andres Hardi ili Angel X, ali pored toga je dodato tradicionalno autohtono pevanje sa Tajvana u pesmu bez dopuštenja izvođača Kuo Jing-nan i Ksiju Kuo-ču (muž i supruga). U martu 1998, Krecu i Virdžin Rekords su optuženi za plagijat i kršenje autorskih prava. Slučaj je rešen izvan suda uz nadoknadu oštećenih, iznos novca je nepoznat, a od tada na svim kasnijim izdanjima kao autori navedeni su i supružnici Kuo. Krecu je izjavio da je mislio da je snimak dostupan javnosti i da nije namerno želeo da prekrši autorska prava.
U jesen 1994, pesma se pojavljuje u epizodi serije Moj takozvani život. Godine 1995, pesma je služila kao završna tema u filmu „Man of the House“.
Godine 1996, pesma je dodatno stekla popularnost upotrebom televizije za promociju Letnjih olimpijskih igara, koje su održane u Atlanti, SAD. Na U.S. Billboard Hot 100 listi je zauzela četvrto mesto.

## Pesme
1. „Radio Edit“ – 4:03
2. „Long & Alive Version“ (Remixed by Curly M.C. and Jens Gad) – 7:07
3. „380 Midnight Mix“ (Remixed by Jens Gad) – 5:55
4. „Short Radio Edit“ – 3:01
5. „Sadeness (Part I) (Radio Edit)“ – 4:17

## Spoljašnje veze
- Tekst pesme